# Willie Long
Willie Long (Fort Wayne, Indiana, 1 de marzo de 1950) es un exjugador de baloncesto estadounidense que jugó tres temporadas en la ABA. Con 2,03 metros de estatura, jugaba en la posición de alero.

## Trayectoria deportiva

### Universidad
Jugó durante cuatro temporadas con los Lobos de la Universidad de Nuevo México, en las que promedió 19,8 puntos y 10,3 rebotes por partido. Anotó 1542 puntos, que fue récord de su universidad durante 17 años. En sus dos últimas temporadas fue incluido en el mejor quinteto de la Western Athletic Conference.

### Profesional
Fue elegido en la trigésimo quinta posición del Draft de la NBA de 1971 por Cleveland Cavaliers, y también por The Floridians en la segunda ronda del Draft de la ABA, eligiendo esta última opción. Jugó una temporada, en la que promedió 11,7 puntos y 6,8 rebotes por partido.
Al año siguiente la franquicia quebró, produciéndose un draft de dispersión, siendo elegido por los Denver Rockets. En su primera temporada a las órdenes de Alex Hannum promedió 9,0 puntos y 5,2 rebotes por partido, mejorando en la segunda, que a la postre sería la última de su carrera, en la que promedió 12,6 puntos y 5,7 rebotes.
Tras retirarse, acabó convirtiéndose en ejecutivo de la firma de restauración Taco Bell.

## Estadísticas de su carrera en la ABA

### Temporada regular
| Temporada | Edad | Equipo         | Liga | P   | TIT | MIN  | TC  | TCA  | %TC  | 3P  | 3PA | %3P  | TL  | TLA | %TL  | R.OF. | R.DEF. | REB | ASIS | ROB | TAP | PER | FP  | PTS  |
| 1971-72   | 21   | The Floridians | ABA  | 75  |     | 25.7 | 4.5 | 10.1 | .442 | 0.0 | 0.0 | .000 | 2.7 | 3.9 | .708 | 2.1   | 4.7    | 6.8 | 0.9  |     |     | 1.8 | 2.9 | 11.7 |
| 1972-73   | 22   | Denver Rockets | ABA  | 56  |     | 18.8 | 3.3 | 8.2  | .400 | 0.0 | 0.0 | .000 | 2.5 | 3.2 | .780 | 1.8   | 3.4    | 5.2 | 0.8  |     |     | 1.7 | 2.6 | 9.0  |
| 1973-74   | 23   | Denver Rockets | ABA  | 82  |     | 25.1 | 4.7 | 11.3 | .414 | 0.0 | 0.0 | .000 | 3.3 | 4.0 | .831 | 2.4   | 3.3    | 5.7 | 1.2  | 0.7 | 0.2 | 1.9 | 3.0 | 12.6 |
| Total     |      |                | ABA  | 213 |     | 23.6 | 4.2 | 10.1 | .421 | 0.0 | 0.0 | .000 | 2.9 | 3.7 | .774 | 2.1   | 3.8    | 6.0 | 1.0  | 0.7 | 0.2 | 1.8 | 2.8 | 11.4 |

### Playoffs
| Temporada | Edad | Equipo         | Liga | P | MIN | TCA | TC | 3PA | 3P | TLA | TL | R.OF. | REB | ASIS | ROB | TAP | PER | FP | PTS | %TC  | %3P | %FT  | MIN  | PTS  | REB  | AST |
| 1971-72   | 21   | The Floridians | ABA  | 4 | 156 | 24  | 57 | 0   | 0  | 18  | 25 |       | 40  | 4    |     |     | 9   | 16 | 66  | .421 |     | .720 | 39.0 | 16.5 | 10.0 | 1.0 |
| 1972-73   | 22   | Denver Rockets | ABA  | 4 | 53  | 5   | 20 | 0   | 0  | 5   | 6  | 4     | 9   | 1    |     |     | 11  | 13 | 15  | .250 |     | .833 | 13.3 | 3.8  | 2.3  | 0.3 |
| Total     |      |                | ABA  | 8 | 209 | 29  | 77 | 0   | 0  | 23  | 31 | 4     | 49  | 5    |     |     | 20  | 29 | 81  | .377 |     | .742 | 26.1 | 10.1 | 6.1  | 0.6 |